# Elena Murgoci
Elena Murgoci (geb. Florea; * 20. Mai 1960; † 24. August 1999 in Târgoviște) war eine rumänische Langstreckenläuferin.

## Leben
1986, 1988 und 1989 wurde sie rumänische Meisterin über 10.000 Meter.
Zwischen 1985 und 1991 gewann sie elf Marathonläufe in Folge, darunter den Pjöngjang-Marathon (1986), den Amsterdam-Marathon (1988) und den Rotterdam-Marathon sowie fünfmal hintereinander die nationale Meisterschaft (1985–1989). Von 1985 bis 1989 stellte sie fünf Landesrekorde über die 42,195-km-Distanz auf.
1992 errang sie auf einer 900 Meter zu kurzen Strecke in 2:29:02 h ihren sechsten nationalen Marathontitel. Beim Marathon der Olympischen Spiele in Barcelona kam sie auf den 32. Platz. Im Jahr darauf wurde sie bei den Halbmarathon-Weltmeisterschaften in Brüssel Fünfte und gewann mit der rumänischen Mannschaft Gold.
1996 wurde sie vom rumänischen Leichtathletikverband als Wiederholungstäterin wegen Dopings lebenslang gesperrt, nachdem sie bei einer Dopingprobe positiv auf anabole Steroide getestet worden war.
Elena Murgoci war 1,65 m groß, wog 50 kg und stammte aus Vaslui. Seit ihrem 17. Lebensjahr wurde sie von Petre Murgoci trainiert. Die Ehe zwischen den beiden, aus der ein Sohn hervorging, wurde geschieden. Im Alter von 39 Jahren wurde sie Opfer eines Gewaltverbrechens. Ihr ehemaliger Lebensgefährte attackierte sie vor ihrer Wohnung und tötete sie mit elf Messerstichen.

## Persönliche Bestzeiten
- 3000 m: 8:58,28 min, 11. August 1988, Pitești
- 5000 m: 15:27,29 min, 31. Juli 1993, Bukarest
- 10.000 m: 32:08,60 min, 3. Juli 1993, Bukarest
- Halbmarathon: 1:10:13 h, 21. August 1993, Bukarest
- Marathon: 2:32:03 h, 16. April 1989, Rotterdam